# It Came from the Desert (Film)
It Came from the Desert ist eine Videospielverfilmung vom finnischen Regisseur Marko Mäkilaakso aus dem Jahr 2017. Die finnisch-kanadisch-britische Tier-Horrorkomödie basiert lose auf dem Computerspiel It Came from the Desert von Cinemaware aus dem Jahr 1989.

## Handlung
Der schüchterne Brian steht im Schatten seines besten Freundes Lukas, eines fanatischen und etwas durchgeknallten Motocross-Fahrers. Brian freut sich auf einen Ausflug in die Wüste, nicht nur, weil er dort sein großes Idol, den Darsteller des „Eradicators“ treffen kann, sondern weil Lukas auch Lisa eingeladen hat, auf die Brian schon lange ein Auge geworfen hat. Die drei machen sich auf in die Wüste, doch Brian denkt die ganze Zeit, Lisa würde auf Lukas stehen.
So kommt es beim Wüstenfestival zu peinlichen Szenen und Brian verschwindet. Lukas findet seinen Freund und will ihn gerade überzeugen, zurückzugehen, als sie ein unterirdisches Geheimlabor entdecken. Natürlich betreten sie die Anlage und werden prompt von einer menschengroßen Riesenameise attackiert. Sie rufen Lisa um Hilfe, die eine der Ameisen erledigen kann. Anschließend stoßen sie auf eine Videobotschaft von Dr. Renard, der erklärt, dass es sich um ein gescheitertes Experiment handele und es unabdingbar sei, die Ameisen von Ethanol fernzuhalten. Und so nehmen die Ereignisse ihren Lauf: Das Wüstenfestival wird überrannt und die Teilnehmer entführt.
Brian, Lukas und Lisa beschließen, die Ameisen aufzuhalten, werden jedoch getrennt. Auf der Flucht kommen sich Lisa und Brian näher. Gerade als sie sich küssen wollen, wird Lisa jedoch entführt. Brian und Lukas finden das Nest der Ameisen und erkennen, dass die Menschen noch leben, jedoch als Futter für die Ameisenkinder dienen sollen. Sie finden einen Weg, Lisa zu befreien, und versuchen nun, die Ameisen mit Superwaffen, die sie im Labor gefunden haben, zu vernichten. Anschließend wollen sie die Brut mit Feuer auslöschen.
In einem spektakulären Showdown gelingt es ihnen, die Ameisenkönigin zu vernichten, die restlichen Ameisen zu besiegen, die Menschen zu befreien und das Nest auszuräuchern.

## Hintergrund
Es handelt sich bei It Came from the Desert eher um eine Hommage als eine geradlinige Verfilmung des Videospiels von Cinemaware aus dem Jahr 1989. So dient die Handlung des Spiels eher als Vorgeschichte und es werden einige Anspielungen auf den Computerspielklassiker vorgenommen, außerdem finden sich Spielszenen im Abspann des Films.
Der Film hatte seine Weltpremiere auf dem Fantasy Filmfest 2017. In Deutschland erschien der Film am 5. April 2018 über Tiberius Film als DVD und Blu-Ray.

## Kritiken
Der Film ist ein Vertreter des Trash-Films und als B-Film konzipiert, wobei jedoch das Budget deutlich höher war. Oliver Armknecht spricht in seiner Rezension für Film-Rezensionen.de davon, dass die „trashigen Wurzeln [des Films] herausgeputzt und ganz stolz in den Vordergrund gestellt“ worden seien. Und weiter:

„Nur manche Gags zünden richtig, bei anderen ist der Humor zu verkrampft. Ein Klassiker, wie es das Spiel war, nein, das ist die Leinwandvariante nicht. Dafür ist sie am Ende doch zu harmlos und ohne eigene Identität, macht zu wenig, um sich von anderen Tiermonsterfilmen zu unterscheiden. Als Crowdpleaser für ein blut- wie gagdurstiges Publikum erfüllt die Horrorkomödie aber ihren Zweck.“

Bei Cinema war die Redaktion weniger von den Qualitäten der trashigen Genre-Parodie überzeugt:

„Die Parodie auf Monster Movies nicht nur der 50er-Jahre („Tarantula“, „Formicula“ etc.) ist schludrig zusammengestoppelt. Ganz doof: Alle Filmzitate werden für Dummies erklärt (ja, die Küchenszene meint natürlich „Jurassic Park“, ja, die Menschen im Kokon „Aliens“ usw.) Fazit: Halbgar, verschenkt und wenig witzig.“